# Mariánskolázeňský zlom
Die Mariánskolázeňský zlom (deutsch: Marienbader Bruchzone) bei Mariánské Lázně und die Quarzmauer bei Aš sind die wichtigsten Verwerfungslinien von regionaler Bedeutung im westlichen Tschechien.

## Geologie

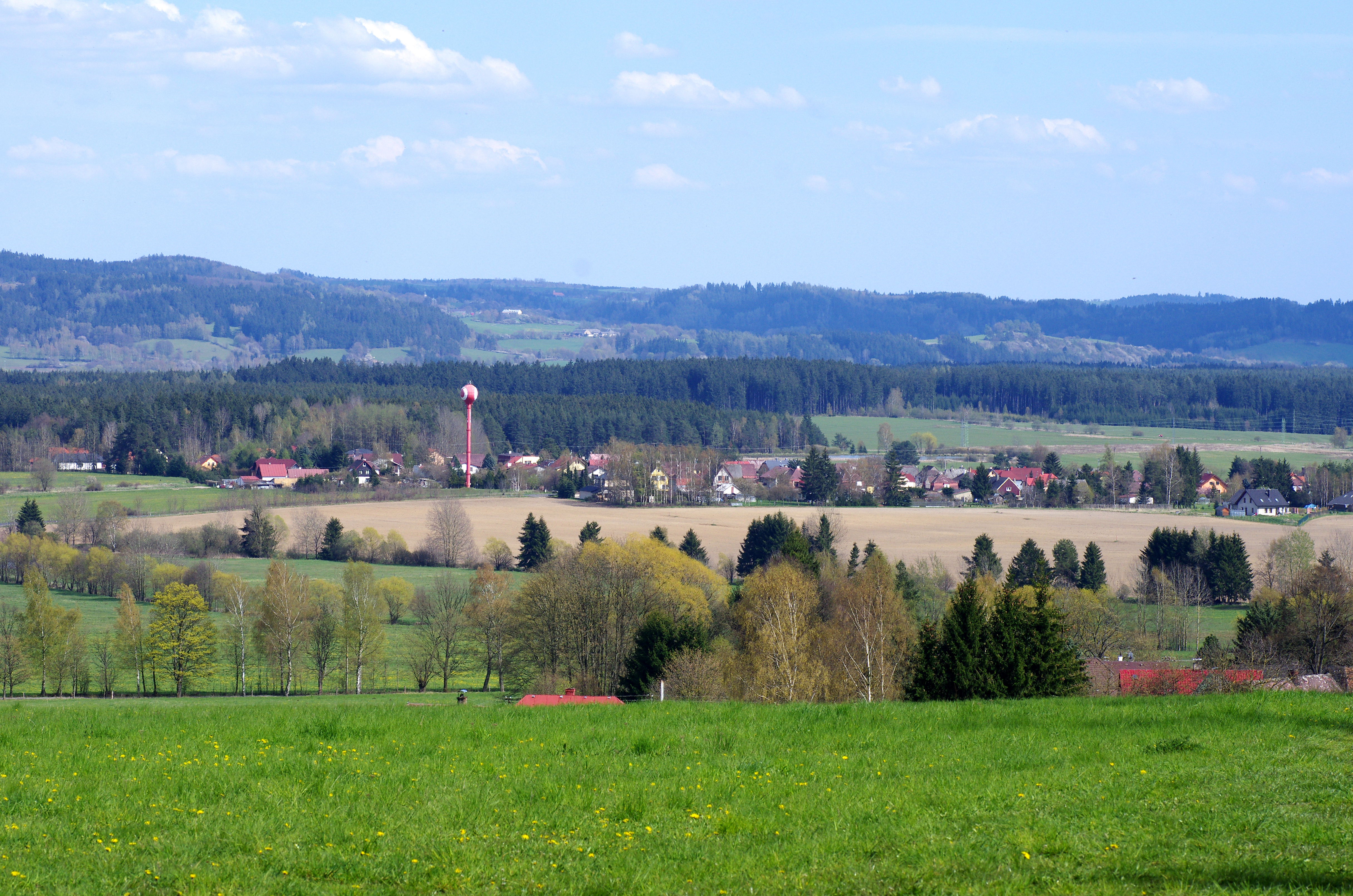
Marienbader Bruchzone bei Drmoul

Die Verwerfungszone Aš liegt im Gebiet des Chebská pánev (deutsch: Eger-Becken) an der südwestlichen Grenze des Tertiärs. Basaltausläufe südlich von Cheb einschließlich des Komorní-hůrka-Auslaufs sind daran gebunden. Das Gebiet U Cihelny nördlich von Drmoul (deutsch: Dürrmaul) wird von Smrčina-Granit gebildet.

## Typologie
Die Marienbader Bruchzone entspricht vom Typ einer normalen Verwerfung.

## Verlauf
Die Marienbader Bruchzone reicht im Norden bis zum Eger-Becken und spielt eine zentrale Rolle bei der Entstehung der Schwarmbeben in Westböhmen und im Vogtland. Südwestlich davon liegt die Talsenke Tachovská brázda (deutsch: Tachauer Furche). Durch die Fortsetzung der Quarzmauer entsteht am Standort des Goethův vrch (deutsch: Goethestein; 670 m) die sogenannte Hazlover Quarzwand.

## Einzelnachweis
1. 1 2 3 4  Cykloportál Dnes je 27.3.2020